# プスタサボルチ - セーケシュフェヘールヴァール線
プスタサボルチ - セーケシュフェヘールヴァール線（プスタサボルチ - セーケシュフェヘールヴァールせん、ハンガリー語;Pusztaszabolcs–Székesfehérvár-vasútvonal）は、ハンガリー国鉄の鉄道線の名称である。路線番号44。

## 運行形態
S440の系統番号がつけられている。2時間に1本の運行。セーケシュフェヘールヴァールで、30号線ブダペスト行特別快速と接続する。なお、ベルゲンドは一日4往復を除き通過する。
2019年以前は、午前中4時間間隔が開く時間帯もあった。2021年以前は、約半数がベルゲンドに停車していた。

## 駅一覧
以下では、ハンガリー国鉄44号線の駅と営業キロ、停車列車、接続路線などを一覧表で示す。
| 路線名 | 駅名                               | 駅間営業キロ | 累計営業キロ | S | 接続路線                               | 所在地         | 所在地                         |
| ------ | ---------------------------------- | ------------ | ------------ | - | -------------------------------------- | -------------- | ------------------------------ |
| 44     | プスタサボルチ駅                   | -            | 0            | ■ | 40号線、42号線                         | フェイェール県 | ドゥナウーイヴァーロシュ郡     |
| 44     | ジツヒューイファル駅               | 8            | 8            | ■ |                                        | フェイェール県 | ガールドニ郡                   |
| 44     | シェレゲーイェシュ・セーレーヘジ駅 | 5            | 13           | ■ |                                        | フェイェール県 | セーケシュフェヘールヴァール郡 |
| 44     | シェレゲーイェシュ駅               | 2            | 15           | ■ |                                        | フェイェール県 | セーケシュフェヘールヴァール郡 |
| 44     | ベルゲンド駅                       | 6            | 21           | ○ | 45号線（ただし45号線の列車は全て通過） | フェイェール県 | セーケシュフェヘールヴァール郡 |
| 44     | セーケシュフェヘールヴァール駅     | 9            | 30           | ■ | 5号線、20号線、29号線、30号線、45号線  | フェイェール県 | セーケシュフェヘールヴァール郡 |